# Триснеккер (лунный кратер)

Кратер Триснеккер (лат. Triesnecker) — ударный кратер в центральной части видимой стороны Луны, находящийся в Центральном заливе. Название присвоено в честь австрийского астронома-иезуита Франца фон Пауля Триснеккера (1745—1817) и утверждено Международным астрономическим союзом в 1935 г. Образование кратера относится к коперниковскому периоду.

## Описание кратера

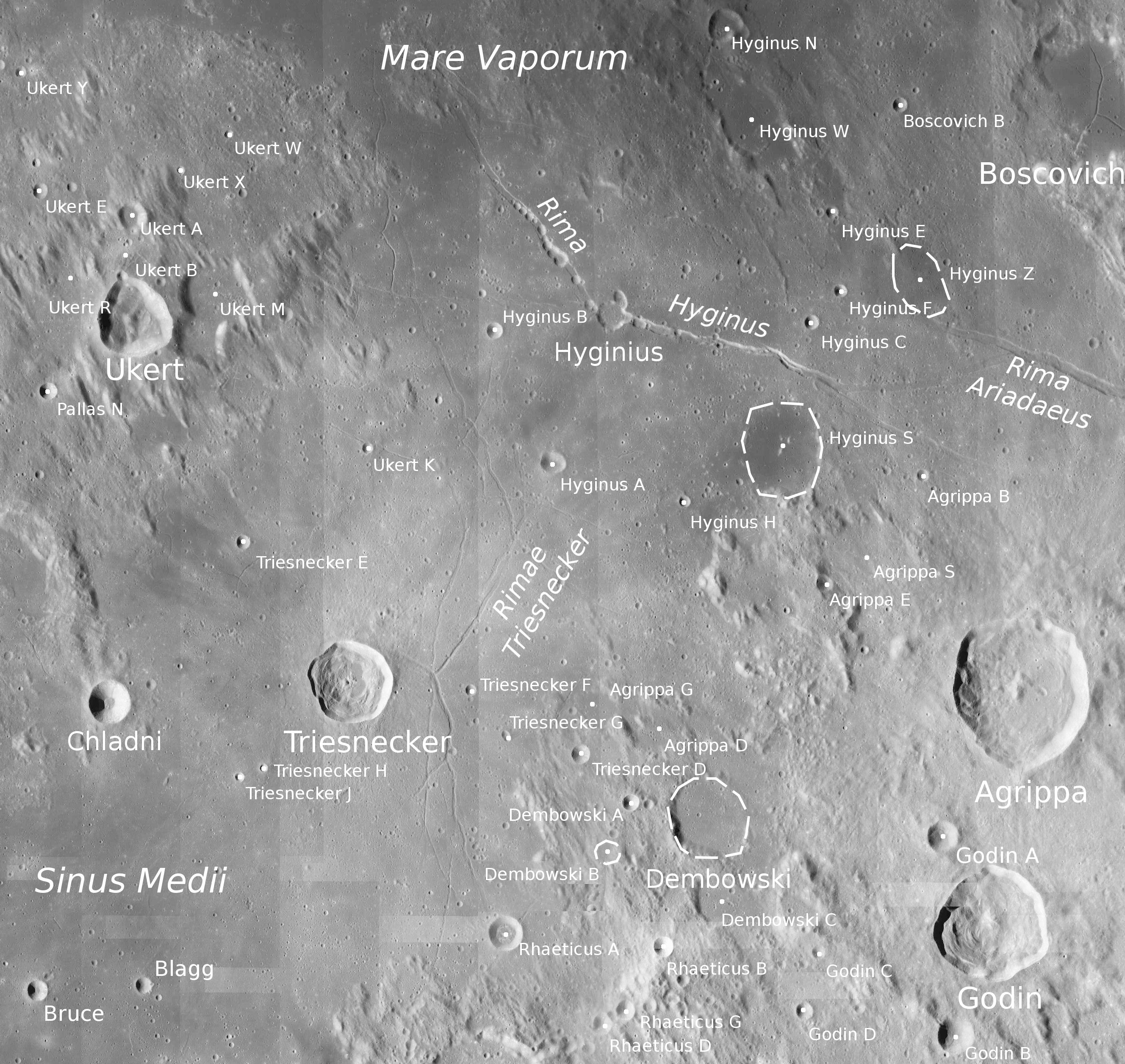
Снимок зонда Lunar Reconnaissance Orbiter.

На западе от этого кратера находятся кратеры Хладни, Мерчисон, Паллас; на северо-западе — кратер Укерт; на северо-востоке — кратер Гигин; на востоке — кратеры Дембовский, Агриппа, Годен; на юге — кратер Рэтик. На востоке от кратера располагается система борозд, названная по имени кратера и простирающаяся на расстояние свыше 200 км в направлении север-юг; на западе — линейная тектоническая дислокация, возможно, грабен. Селенографические координаты центра кратера — 4°11′ с. ш. 3°36′ в. д. / 4,18° с. ш. 3,6° в. д., диаметр — 25,0 км, глубина — 2,76 км.
Вал кратера имеет нарушенную форму с заметным радиальным выступом в западной части. Восточная часть вала несколько выше западной, средняя высота вала кратера над дном чаши — 2780 м, над окружающей местностью — 870 м. Внутренний склон кратера имеет террасовидную структуру. Дно чаши кратера неровное, с центральным пиком возвышением 370 м. Кратер имеет систему распространяющихся на расстояние свыше 300 км лучей, особенно заметную при высоком положении Солнца. Объём кратера составляет приблизительно 440 км³..
Триснеккер является типичным представителем кратеров диаметром 15—50 км, для которых характерно наличие центрального пика (начиная с диаметра 26 км), террасовидность и следы обрушения внутреннего склона. Такие кратеры относят к классу TRI (по названию кратера).
Кратер включен в список кратеров с яркой системой лучей Ассоциации лунной и планетарной астрономии (ALPO).

## Сечение кратера
На приведённом графике представлено сечение кратера в различных направлениях, масштаб по оси ординат указан в футах, масштаб в метрах указан в верхней правой части иллюстрации.

## Сателлитные кратеры

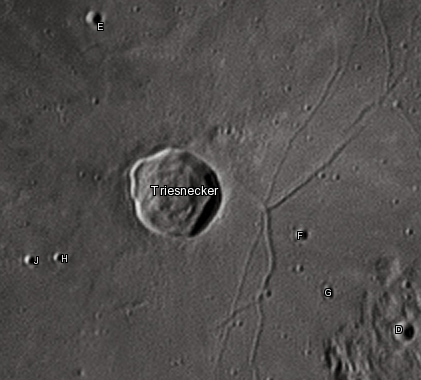
Снимок Девида Кемпбелла.

| Триснеккер | Координаты                                        | Диаметр, км |
| ---------- | ------------------------------------------------- | ----------- |
| D          | 3°29′ с. ш. 5°57′ в. д. / 3,48° с. ш. 5,95° в. д. | 5,8         |
| E          | 5°33′ с. ш. 2°29′ в. д. / 5,55° с. ш. 2,48° в. д. | 4,2         |
| F          | 4°06′ с. ш. 4°49′ в. д. / 4,1° с. ш. 4,82° в. д.  | 3,2         |
| G          | 3°40′ с. ш. 5°11′ в. д. / 3,66° с. ш. 5,19° в. д. | 3,5         |
| H          | 3°20′ с. ш. 2°42′ в. д. / 3,34° с. ш. 2,7° в. д.  | 2,5         |
| J          | 3°15′ с. ш. 2°27′ в. д. / 3,25° с. ш. 2,45° в. д. | 2,9         |